# Panteliella
Panteliella is een geslacht van vliesvleugelige insecten van de familie Echte galwespen (Cynipidae).

## Soorten
- P. bianchii Vyrzhikovskaya, 1962
- P. bicolor (Ionescu & Roman, 1960)
- P. fedtschenkoi (Rübsaamen, 1896)